# Правителство на Социалистическа република Македония (10)
Десетото правителство на Социалистическа република Македония е формирано на 12 май 1967 година. Изпълнителният съвет остава на власт до 24 септември 1968 година.

## Състав на Изпълнителния съвет
Съставът на правителството е следният:
- Никола Минчев – председател
- Ксенте Богоев – заместник-председател
- Кямуран Тахир – заместник-председател
- Стоян Кьосев – член
- Никола Узунов – член
- Младен Павловски – член
- Бекир Жута – член
- Славка Георгиева – Андреевич – член
- Иван Катарджиев – член

## Републикански секретар[3]
- Вите Исияновски – републикански секретар за труд
- инж. Трайко Апостоловски – републикански секретар за земеделие и гори
- Таип Таипи – член и републикански секретар за правосъдие[4]
- Томислав Чокревски – републикански секретар за образование, наука и култура[5]
- Павле Тасевски – директор на Републиканския завод за обществено планиране
- Байрам Голя – председател на Републиканска комисия за физическа култура